# Alexandr Viazovkin
Alexandr Alexéyevich Viazovkin (en ruso: Александр Алексеевич Вязовкин; Toliatti, 9 de abril de 1997) es un deportista ruso que compite en remo.
Ganó dos medallas en el Campeonato Mundial de Remo en Sala, en los años 2020 y 2022, ambas en la prueba de 2000 m. Participó en los Juegos Olímpicos de Tokio 2020, ocupando el quinto lugar en la prueba de scull individual.

## Palmarés internacional
| Campeonato Mundial | Campeonato Mundial | Campeonato Mundial | Campeonato Mundial |
| Año                | Lugar              | Medalla            | Prueba             |
| ------------------ | ------------------ | ------------------ | ------------------ |
| 2020               | París (Francia)    | Medalla de oro     | 2000 m             |
| 2022               | Sede virtual       | Medalla de plata   | 2000 m             |